# Вирџинија
Вирџинија (енгл. Virginia), званично Комонвелт Вирџинија (енгл. Commonwealth of Virginia), је држава САД. Позната је и као Стари доминион (енгл. Old Dominion) с обзиром да је некада била енглески доминион. Такође, Вирџинију зову и Мајком председника (енгл. Mother of Presidents) јер је у њој рођено више председника САД него у било којој другој држави. Главни град је Ричмонд, док је Вирџинија Бич највећи град а Округ Ферфакс има највише становника. Процена је да је у 2013. у Вирџинији живело нешто више од 8,2 милиона становника.
Историја ове области почела је са неколико домородачких заједница, међу којима се истицао народ Поватан. Колонију Вирџинију је 1607. успоставила Лондонска Компанија (енгл. London Company) као прву трајну енглеску насеобину у Новом свету. Робовска радна снага и земља стечена расељавањем домородачког становништва имали су значајну улогу на почетку развоја колоније. Вирџинија је била једна од тринаест колонија у Америчкој револуцији, док је током Америчког грађанског рата била на страни Конфедерације. Током грађанског рата северозападни окрузи су се одвојили и формирали су Западну Вирџинију. Генерална скупштина Вирџиније (енгл. Virginia General Assembly) најстарије је законодавно тело у Новом свету.
Привреда Вирџиније је веома разграната: пољопривреда је најразвијенија у долини Шенандоа; федералне агенције, међу којима су и седишта Министарства одбране и Централне обавештајне агенције, смештене су у северном делу државе; а војни комплекси су у Хамптон Роудсу, где је и седиште највеће морске луке у Вирџинији. Током шездесетих и седамдесетих година 20. века пољопривреду је заменила индустрија као главна привредна грана у Вирџинији, да би 2002. компјутерски чипови постали главни извозни производ ове државе САД.

## Географија
Вирџинија се простире на површини од 110.785 km², што је чини тридесет петом државом САД по величини. Према северу и истоку се граничи са Мерилендом и Дистриктом Колумбија; према истоку излази на Атлантски океан; према југу се граничи са Северном Каролином и Тенесијем; према западу се граничи са Кентакијем; и према северу и западу се граничи са Западном Вирџинијом. Границу са Мерилендом и Дистриктом Колумбија углавном чини река Потомак. Јужна граница Вирџиније је дефинисана на 36°30' северне географске ширине.

## Демографија
| 1900.     | 1910.     | 1920.     | 1930.     | 1940.     | 1950.     | 1960.     | 1970.     | 1980.     | 1990.     | 2000.     | 2010.     |
| --------- | --------- | --------- | --------- | --------- | --------- | --------- | --------- | --------- | --------- | --------- | --------- |
| 1.854.184 | 2.061.612 | 2.309.187 | 2.421.851 | 2.677.773 | 3.318.680 | 3.966.949 | 4.648.494 | 5.346.818 | 6.187.358 | 7.078.515 | 8.001.024 |

### Највећи градови
| Вирџинија Бич Норфок | 1.  | Вирџинија Бич | 437.994 | Ричмонд Њупорт Њуз |
| Вирџинија Бич Норфок | 2.  | Норфок        | 242.803 | Ричмонд Њупорт Њуз |
| Вирџинија Бич Норфок | 3.  | Чесапик       | 222.209 | Ричмонд Њупорт Њуз |
| Вирџинија Бич Норфок | 4.  | Ричмонд       | 204.214 | Ричмонд Њупорт Њуз |
| Вирџинија Бич Норфок | 5.  | Њупорт Њуз    | 180.719 | Ричмонд Њупорт Њуз |
| Вирџинија Бич Норфок | 6.  | Александрија  | 139.966 | Ричмонд Њупорт Њуз |
| Вирџинија Бич Норфок | 7.  | Хемптон       | 137.436 | Ричмонд Њупорт Њуз |
| Вирџинија Бич Норфок | 8.  | Роанок        | 97.032  | Ричмонд Њупорт Њуз |
| Вирџинија Бич Норфок | 9.  | Портсмут      | 95.535  | Ричмонд Њупорт Њуз |
| Вирџинија Бич Норфок | 10. | Сафок         | 84.585  | Ричмонд Њупорт Њуз |

- Мапе државе Вирџинија
- Топографска карта

## Административна подела
Вирџинија је подељена на 95 округа и 39 независних градова (градова-округа).
Окрузи су: Акомак, Албемарл, Алегени, Амилија, Амхерст, Апоматокс, Арлингтон, Бакингхам, Бат, Бедфорд, Бланд, Ботетот, Брансвик, Баканан, Вајз, Вашингтон, Вестморланд, Вит, Ворен, Глостер, Грејсон, Грин, Гринсвил, Гучланд, Дикенсон, Динвиди, Есекс, Јорк, Калпепер, Камберланд, Керолајн, Керол, Кембел, Кларк, Крејг, Ланкастер, Лаудон, Ли, Ловиса, Луненбург, Медисон, Мекленбург, Метјуз, Мидлсекс, Монтгомери, Нелсон, Нортамберланд, Нортхемптон, Нотовеј, Њу Кент, Огаста, Кинг Вилијам, Кинг енд Квин, Кинг Џорџ, Принс Вилијам, Принс Едвард, Принс Џорџ, Оринџ, Ајл ов Вајт, Патрик, Паухатан, Пејџ, Питсилвејнија, Пјуласки, Рапаханок, Ричмонд, Роанок, Рокбриџ, Рокингхам, Расел, Сари, Сасекс, Саутхемптон, Скот, Смит, Спотсилвејнија, Стафорд, Тазвел, Ферфакс, Флојд, Флувана, Фокир, Фредерик, Френклин, Хајланд, Халифакс, Хановер, Хенрајко, Хенри, Чарлс Сити, Честерфилд, Џајлс, Џејмс Сити, Шарлот, Шенандоа.
Градови-окрузи су: Александрија, Бедфорд, Бјуна Виста, Бристол, Вејнсборо, Вилијамсбург, Винчестер, Вирџинија Бич, Галакс, Данвил, Емпорија, Кавингтон, Колонијал Хајтс, Лексингтон, Линчбург, Манасас, Манасас Парк, Мартинсвил, Норфок, Нортон, Њупорт Њуз, Питерсбург, Покосон, Портсмут, Радфорд, Ричмонд, Роанок, Сафок, Сејлем, Стентон, Ферфакс, Фолс Черч, Фредериксбург, Френклин, Харисонбург, Хемптон, Хопвел, Чесапик, Шарлотсвил.